# Nemoura indica
Nemoura indica är en bäcksländeart som först beskrevs av James George Needham 1909.  Nemoura indica ingår i släktet Nemoura och familjen kryssbäcksländor. Inga underarter finns listade i Catalogue of Life.